# Changas de Naranjito 2021
Questa voce raccoglie le informazioni riguardanti le Changas de Naranjito nella stagione 2021.

## Stagione
Le Changas de Naranjito partecipano per la sesta volta alla Liga de Voleibol Superior Femenino.
Dopo aver concluso la regular season al secondo posto, accedono ai play-off scudetto, dove sono impegnate nel Girone B, con Valencianas de Juncos e Pinkin de Corozal, superando il turno da imbattute e quindi da prime classificate. Vengono tuttavia eliminate in semifinale, rimediando un secco 4-0 nella serie contro le Sanjuaneras de la Capital.

## Organigramma societario
Area direttiva
- Presidente: Jorge Dávila

Area tecnica
- Allenatore: Jamille Torres

## Rosa
| N° | Nome               | Ruolo | Data di nascita  | Nazionalità sportiva |
| -- | ------------------ | ----- | ---------------- | -------------------- |
| 1  | Kalei Mau          | S     | 10 marzo 1995    | Stati Uniti          |
| 3  | Sol González       | C     | 13 gennaio 1990  | Porto Rico           |
| 4  | Jennymar Santiago  | P     | 28 luglio 1994   | Porto Rico           |
| 5  | Andrea Rangel      | O     | 19 maggio 1993   | Porto Rico           |
| 7  | Valeria Porrata    | S     | 24 agosto 1992   | Porto Rico           |
| 8  | Paola Rojas        | C     | 26 gennaio 1996  | Porto Rico           |
| 11 | Legna Hernández    | S     | 18 luglio 1991   | Porto Rico           |
| 12 | Jenselyn Morales   | C     | 7 giugno 1999    | Porto Rico           |
| 13 | Okiana Valle       | L     | 29 agosto 1997   | Porto Rico           |
| 14 | Jaimeson Lee       | P     | 19 giugno 1998   | Porto Rico           |
| 15 | Alison Bastianelli | C     | 24 luglio 1997   | Stati Uniti          |
| 17 | Noami Santos       | S     | 29 novembre 1993 | Porto Rico           |
| 20 | Madison Cruzado    | L     | 13 novembre 1998 | Porto Rico           |

## Mercato
| Acquisti | Acquisti           | Acquisti                  | Acquisti   |
| R.       | Nome               | da                        | Modalità   |
| -------- | ------------------ | ------------------------- | ---------- |
| S        | Kalei Mau          | F2 Logistics              | definitivo |
| O        | Andrea Rangel      | Dinamo-Metar              | definitivo |
| S        | Valeria Porrata    | Amazonas de Trujillo Alto | definitivo |
| L        | Okiana Valle       | -                         | definitivo |
| P        | Jaimeson Lee       | Lamias 2013               | definitivo |
| C        | Alison Bastianelli | Athletes Unlimited        | definitivo |
| S        | Noami Santos       | Playas de Benidorm        | definitivo |
| L        | Madison Cruzado    | Notre Dame                | definitivo |

| Cessioni | Cessioni          | Cessioni                  | Cessioni   |
| R.       | Nome              | a                         | Modalità   |
| -------- | ----------------- | ------------------------- | ---------- |
| L        | Kiaraliz Pérez    | -                         | ritirata   |
| O        | Andrea Rangel     | Dinamo-Metar              | definitivo |
| P        | Mariel Medina     | -                         | ritirata   |
| S        | Nelmarie Cruz     | Leonas de Ponce           | definitivo |
| P        | MacKenzi Welsh    | San Martín                | definitivo |
| S        | Isabel Quintana   | Sanjuaneras de la Capital | definitivo |
| S        | Dianise Rodríguez | -                         | ritirata   |
| S        | Noami Santos      | JAV Olímpico 2            | definitivo |
| L        | Nomaris Vélez     | Athletes Unlimited        | definitivo |

## Risultati

### LVSF

#### Regular season
| 15 giugno 2021 Coliseo Gelito Ortega, Naranjito         | Changas de Naranjito      | 3 - 1 | Sanjuaneras de la Capital | 25-23, 25-21, 19-25, 25-22        |
| 18 giugno 2021 Coliseo Rafael Amalbert, Juncos          | Valencianas de Juncos     | 2 - 3 | Changas de Naranjito      | 25-27, 25-21, 25-22, 20-25, 10-15 |
| 20 giugno 2021 Coliseo Gelito Ortega, Naranjito         | Changas de Naranjito      | 3 - 1 | Leonas de Ponce           | 25-14, 24-26, 25-12, 25-13        |
| 23 giugno 2021 Coliseo Emilio E. Huyke, Humacao         | Grises de Humacao         | 3 - 2 | Changas de Naranjito      | 25-20, 15-25, 26-24, 21-25, 15-10 |
| 25 giugno 2021 Coliseo Gelito Ortega, Naranjito         | Changas de Naranjito      | 3 - 0 | Pinkin de Corozal         | 25-19, 25-22, 25-20               |
| 1º luglio 2021 Coliseo Salvador Dijols, Ponce           | Leonas de Ponce           | 3 - 2 | Changas de Naranjito      | 20-25, 25-23, 25-23, 18-25, 15-12 |
| 4 luglio 2021 Coliseo Roger L. Mendoza, Caguas          | Criollas de Caguas        | 2 - 3 | Changas de Naranjito      | 24-26, 21-25, 25-21, 25-22, 10-15 |
| 9 luglio 2021 Coliseo Gelito Ortega, Naranjito          | Changas de Naranjito      | 3 - 1 | Valencianas de Juncos     | 25-19, 22-25, 25-15, 25-17        |
| 17 luglio 2021 Coliseo Carmen Zoraida Figueroa, Corozal | Pinkin de Corozal         | 2 - 3 | Changas de Naranjito      | 25-16, 25-21, 22-25, 19-25, 12-15 |
| 18 luglio 2021 Coliseo Gelito Ortega, Naranjito         | Changas de Naranjito      | 3 - 1 | Grises de Humacao         | 25-21, 25-23, 18-25, 25-15        |
| 21 luglio 2021 Coliseo Roberto Clemente, San Juan       | Sanjuaneras de la Capital | 2 - 3 | Changas de Naranjito      | 25-18, 25-19, 21-25, 17-25, 13-15 |
| 25 luglio 2021 Coliseo Gelito Ortega, Naranjito         | Changas de Naranjito      | 3 - 1 | Criollas de Caguas        | 25-23, 17-25, 25-13, 25-16        |

#### Play-off
| Quarti di finale (gara 2) - 29 luglio 2021 Coliseo Gelito Ortega, Naranjito         | Changas de Naranjito      | 3 - 1 | Pinkin de Corozal         | 21-25, 25-14, 25-19, 25-22        |
| Quarti di finale (gara 3) - 30 luglio 2021 Coliseo Rafael Amalbert, Juncos          | Valencianas de Juncos     | 1 - 3 | Changas de Naranjito      | 18-25, 28-30, 25-18, 30-32        |
| Quarti di finale (gara 5) - 1º agosto 2021 Coliseo Carmen Zoraida Figueroa, Corozal | Pinkin de Corozal         | 0 - 3 | Changas de Naranjito      | 23-25, 23-25, 20-25               |
| Quarti di finale (gara 6) - 2 agosto 2021 Coliseo Gelito Ortega, Naranjito          | Changas de Naranjito      | 3 - 0 | Valencianas de Juncos     | 25-20, 25-20, 25-15               |
| Semifinali (gara 1) - 5 agosto 2021 Coliseo Gelito Ortega, Naranjito                | Changas de Naranjito      | 1 - 3 | Sanjuaneras de la Capital | 25-22, 21-25, 22-25, 23-25        |
| Semifinali (gara 2) - 7 agosto 2021 Coliseo Roberto Clemente, San Juan              | Sanjuaneras de la Capital | 3 - 1 | Changas de Naranjito      | 25-13, 10-25, 25-15, 25-18        |
| Semifinali (gara 3) - 8 agosto 2021 Coliseo Gelito Ortega, Naranjito                | Changas de Naranjito      | 2 - 3 | Sanjuaneras de la Capital | 25-12, 25-17, 22-25, 21-25, 13-15 |
| Semifinali (gara 4) - 10 agosto 2021 Coliseo Roberto Clemente, San Juan             | Sanjuaneras de la Capital | 3 - 1 | Changas de Naranjito      | 17-25, 25-12, 25-14, 25-21        |

## Statistiche

### Statistiche di squadra
| Competizione | Punti | In casa | In casa | In casa | In trasferta | In trasferta | In trasferta | Totale | Totale | Totale |
| Competizione | Punti | G       | V       | P       | G            | V            | P            | G      | V      | P      |
| ------------ | ----- | ------- | ------- | ------- | ------------ | ------------ | ------------ | ------ | ------ | ------ |
| LVSF         | 28    | 10      | 8       | 2       | 10           | 6            | 4            | 20     | 14     | 6      |
| Totale       | -     | 10      | 8       | 2       | 10           | 6            | 4            | 20     | 14     | 6      |

G = partite giocate; V = partite vinte; P = partite perse